# Trajano Vaz
Trajano Vaz (Iguape, 1872 ou 1887 --- São Paulo, 12 de fevereiro de 1942) foi um pintor brasileiro muito apreciado na primeira metade do século XX.

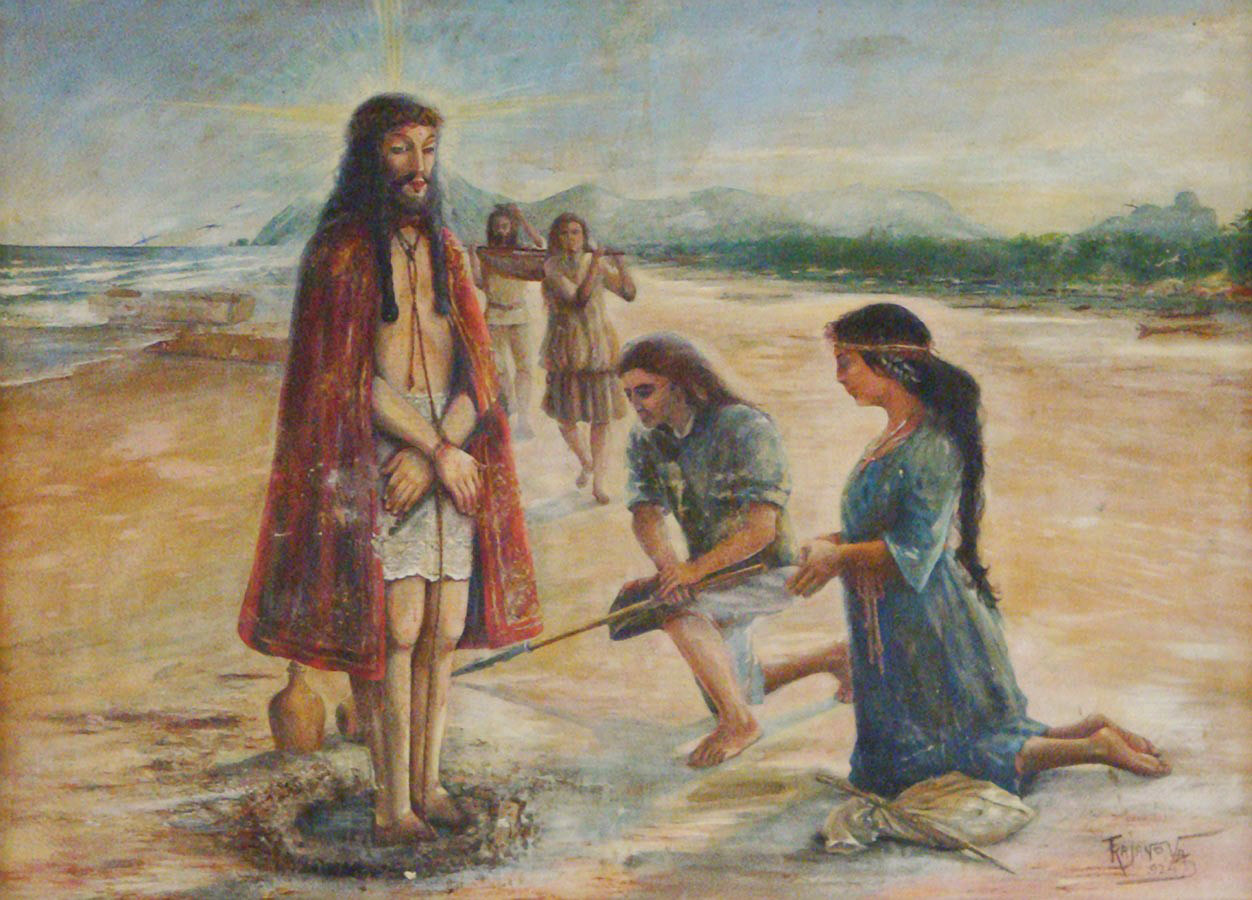
Em 1918, Trajano Vaz retratou o encontro da imagem do Senhor Bom Jesus de Iguape, na Praia do Una, Juréia, no ano de 1647.

Não foram encontradas indicações sobre sua formação em humanidades e pintura. Teria estudado em Paris como informa o sítio da Câmara Municipal de Iguape. Segundo Ruth Tarasantchi começou pintando naturezas mortas e, posteriormente, paisagens dos arredores da cidade de São Paulo e cenas do litoral paulista. 
Em 1918, pintou o milagroso encontro da imagem do Bom Jesus de Iguape , o qual foi doado ao Santuário em 1924, onde encontra-se exposto até hoje, em cumprimento de um voto.
Expos individualmente em várias cidades do Brasil: Rio de Janeiro, Belém do Pará e principalmente em São Paulo.